# Copa del príncipe
La copa del príncipe es un recipiente de la Edad del Bronce que fue hallado en Hagia Triada, uno de los principales asentamientos de la civilización minoica, en Creta. Se fecha aproximadamente hacia 1550-1500 a. C. Se expone en el Museo Arqueológico de Heraclión.
La copa, cuyo material es esteatita negra, mide unos 46 cm de altura, tiene una parte inferior separada del resto por una serie de anillos. El cuerpo de la copa, decorado con varias figuras, está dividido en dos partes, separadas por bandas verticales. 
La escena principal representada muestra las figuras de dos jóvenes frente a frente. Uno de ellos, interpretado como un «príncipe», con pelo largo, collares y un calzado alto, sostiene un cetro. El otro joven, que lleva el pelo recogido y un penacho, porta una espada. Al otro lado de la copa se representan tres figuras vestidas con pieles.